# Comtat de Carlet
El Comtat de Carlet és un títol nobiliari creat pel rei Felip III el 3 de maig de l'any 1604, data en què va concedir el rang de comte al noble Jordi de Castellví i López de Mendoza, titular del senyoriu de Carlet, localitat valenciana de la Ribera del Xúquer, la qual, en conseqüència, esdevenia “comtat”. Castellví era, a més a més, senyor de Tous i de Terrabona.

## Orígens
El senyoriu de Carlet havia sorgit arran de la conquesta cristiana del regne de València, quan l'any 1238, el rei Jaume el Conqueridor va fer donació de la vila i castell de Carlet a Pere de Montagut, cavaller que hi establí el 1251 una reduïda comunitat cristiana mitjançant carta de població, que fou confirmada pel rei el 22 de desembre de 1274.

## Evolució
Rere un temps en mans de Vidal de Vilanova (espòs d'Elvira de Castellví), i d'un any sota el domini dels jurats de València, tornà als Castellví en ser recuperada per Gonçal de Castellví (1375). El seu net, Galceran de Castellví i Maçana, era senyor de Carlet, Benimodo i Massalet, i el besnet d'aquest darrer, Galceran de Castellví i Vic, va establir un vincle agnatici sobre els seus estats senyorials. Jordi de Castellví i López de Mendoza, I comte de Carlet, fou net de Castellví i Vic. La línia s'extingí amb el seu quadrinét, Joaquim Antoni de Castellví i Idiáquez (†1800) VI comte de Carlet, V comte de l'Alcúdia i VII comte de Xestalgar.

## Successors
| Comtes de Carlet (creació per Felip III el 1604) | Comtes de Carlet (creació per Felip III el 1604) | Comtes de Carlet (creació per Felip III el 1604) |
| ------------------------------------------------ | ------------------------------------------------ | ------------------------------------------------ |
| I                                                | Jordi de Castellví i López de Mendoza            |                                                  |
| II                                               | Jacint de Castellví i Sabata de Calataiud        |                                                  |
| III                                              | Felip de Castellví i Sabata de Calataiud         |                                                  |
| IV                                               | Felip Linus de Castellví i Ximénez de Urrea      | (1670 - 1740)                                    |
| V                                                | Joaquim de Castellví i Escrivà d'Íxer            | (†1760)                                          |
| VI                                               | Joaquim Antoni de Castellví i Idiáquez           | (†1800)                                          |
| VII                                              | Antoni Benet de Castellví i Duran                |                                                  |
| VIII                                             | Antoni de Castellví i Fernández de Córdoba       |                                                  |
| IX                                               | Antonio de Castellví y Shelly                    |                                                  |
| X                                                | Ricard de Castellví i Ibarrola                   | (1836 - 1876)                                    |
| XI                                               | Isabel Maria del Carme Castellví Gordon          | (1867 - 1949)                                    |
| XII                                              | Ricardo Armet de Castellví                       |                                                  |
| XIII                                             | María de la Paloma Barris y Armet de Castellví   | (1926-2008)                                      |
| XIV                                              | Federico Coll y Barris                           | (des de 2008)                                    |